# HMS Ledbury (1979)
HMS Ledbury (M 30) – brytyjski niszczyciel min typu Hunt, w służbie Royal Navy od 1981 roku. Nosi numer burtowy M 30. Jest drugim okrętem o tej nazwie.

## Budowa
Okręt był drugą zbudowaną jednostką z 13 brytyjskich niszczycieli min typu Hunt. Zamówiono go 31 marca 1977 roku w stoczni Vosper Thornycroft Ltd w Woolston (część Southampton), która budowała w tym czasie prototypowy „Brecon”. Okręt wodowano 5 grudnia 1979 roku, a do służby został wcielony 11 czerwca 1981 roku. Nazwa pochodziła od miasta Ledbury, związanego z polowaniami na lisy, zgodnie z nazewnictwem typu. Matką chrzestną była Lady Elizabeth Berthon (żona wiceadmirała Stephena Berthona). Był  drugim okrętem o tej nazwie po niszczycielu eskortowym z II wojny światowej. Koszt budowy był bardzo wysoki na ten czas i wynosił 65 mln funtów

## Opis

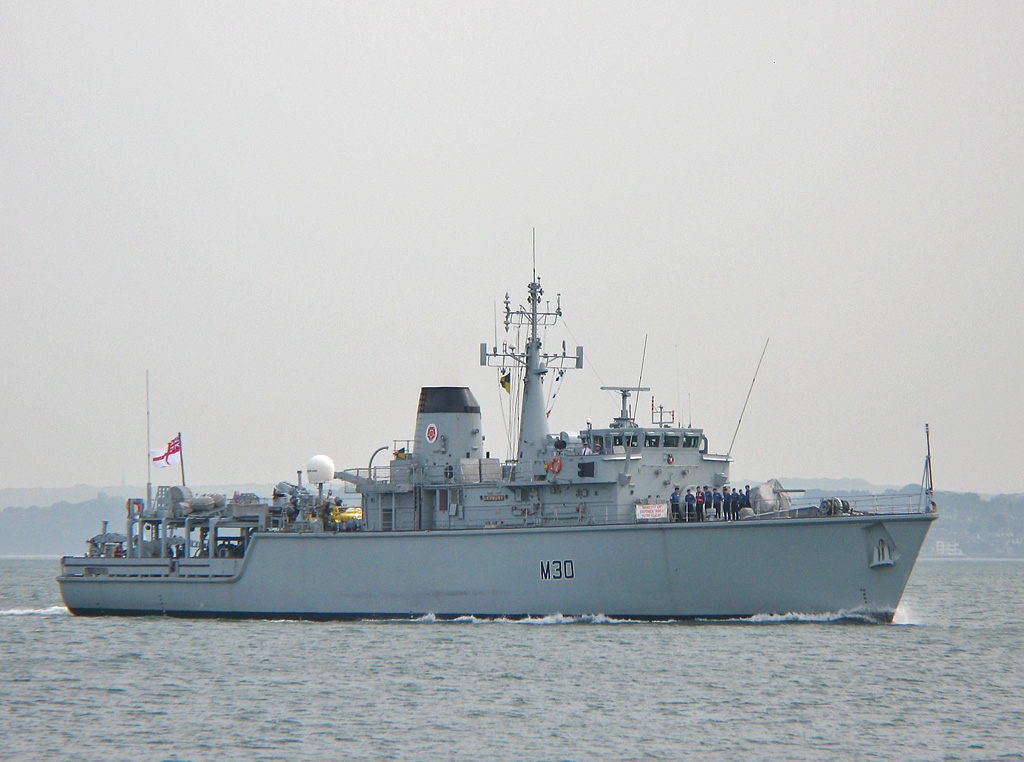
HMS „Ledbury” w Portsmouth w 2007

Okręty typu Hunt miały kadłub zbudowany z plastiku wzmocnionego włóknem szklanym (GRP). Wyporność standardowa wynosiła 615 ts, a pełna 725 ts. Nowsze źródła podawały wyporność pełną 750 ton. Długość całkowita wynosiła 60 m, a na linii wodnej 57 m, szerokość: 10 m, a maksymalne zanurzenie: 3,4 m. Załoga liczyła 45 osób, w tym 6 oficerów.
Uzbrojenie służyło tylko do samoobrony i pierwotnie na okrętach typu Hunt stanowiła je automatyczna armata uniwersalna Bofors 40 mm. Do połowy lat 90. była wymieniana na armatę Oerlikon/BMARC DS30B kalibru 30 mm L/75. Można było zamontować również dwa dodatkowe działka kalibru 20 mm Oerlikon/BMARC GAM-C01. Na przełomie pierwszej i drugiej dekady XXI wieku na okrętach tego typu ustawiono trzy sześciolufowe rotacyjne karabiny maszynowe 7,62 mm Dilon Aero M134 Minigun. Uzbrojenie uzupełniały dwa karabiny maszynowe kalibru 7,62 mm, zastępowane w latach 2014–2015 przez karabiny maszynowe kalibru 12,7 mm Browning.
Napęd stanowiły dwa silniki wysokoprężne Ruston-Paxman 9-59K Deltic o mocy łącznej 3800 hp, napędzające dwie śruby, pozwalające na osiąganie prędkości maksymalnej 15 węzłów. Ponadto okręty miały pomocniczy napęd hydrauliczny pozwalający na osiąganie prędkości do 8 węzłów, napędzany przez silnik Deltic 9-55B o mocy 780 hp, napędzający też agregaty prądotwórcze. Zasięg wynosił 1500 mil morskich przy prędkości 12 w. Podczas remontu zakończonego w 2016 roku wymieniono silniki główne na Caterpillar C-32 ACERT o mocy po 2000 hp (łącznie 4000 hp). 
Wyposażenie nawigacyjne obejmowało radar Kelvin Hughes Type 1006 lub 1007 (pasmo I). Wyposażenie do poszukiwania min obejmowało pierwotnie sonar Plessey Type 193M Mod 1. Ponadto okręty miały sonar wysokiej częstotliwości Mil Cross do unikania min na kursie i sonar Type 2059 do śledzenia pojazdów podwodnych. W 2005 roku został wyposażony w nowy sonar 2193. Okręty typu Hunt miały system informacji bojowej CAAIS DBA4. Po 1990 roku okręty otrzymały system nawigacyjny Racal Mk 53. W latach 2004–2005 okręty otrzymały również system dowodzenia NAUTIS 3.
Po wejściu do służby „Ledbury” przenosił dwa zdalnie kierowane pojazdy podwodne PAP-104 do zwalczania min, a od 1988 roku mógł przenosić pojazdy nowszego typu PAP-105. Okręty ponadto miały trały magnetyczne MS 14, holowany trał akustyczny Sperry MSSA Mk 1 i klasyczne trały kontaktowe Oropesa Mk8. Trały niekontaktowe zostały zdemontowane w 2005 roku. Na przełomie pierwszej i drugiej dekady XXI wieku pojazdy podwodne PAP-104/105 zastąpiono przez jednorazowe Seafox C.

## Służba

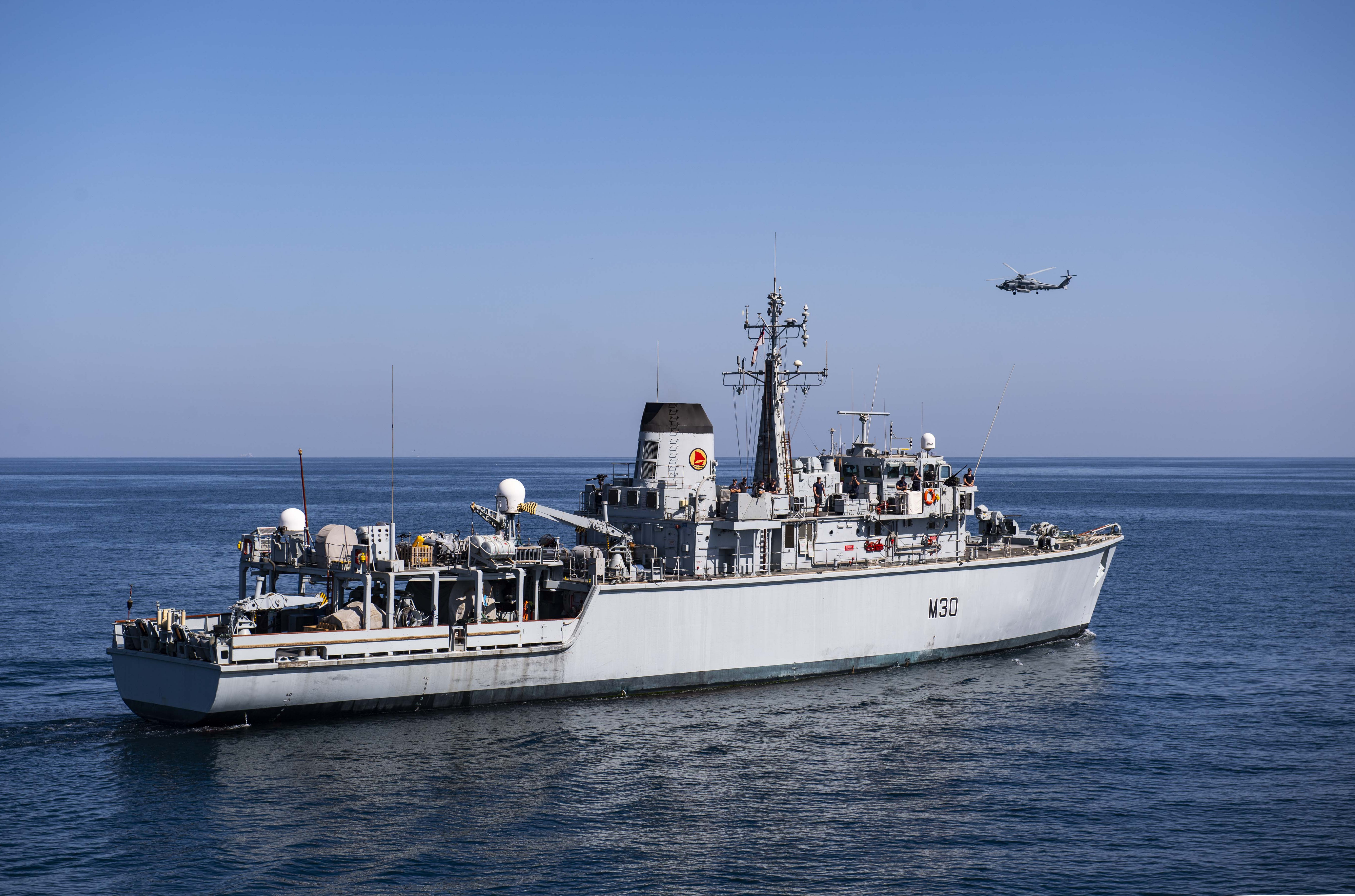
HMS „Ledbury” w 2020 na wodach Zatoki Perskiej

HMS „Ledbury” (numer burtowy M 30) został wcielony do służby w brytyjskiej Royal Navy 11 czerwca 1981 roku. Został przydzielony do 1 Dywizjonu Niszczycieli Min (1st MCM Squadron) w Rosyth. W 1982 roku brał udział w wojnie o Falklandy, usuwając wraz z „Brecon” miny z dwóch zagród pod Port Stanley. W czerwcu 1990 roku „Ledbury” eskortował flotyllę 80 łodzi odtwarzających ewakuację z Dunkierki z okazji jej rocznicy. Wchodził wówczas w skład 4 Dywizjonu Niszczycieli Min w Rosyth. W grudniu 1990 roku „Ledbury” razem z bliźniaczym „Dulvertonem” wyszedł na Bliski Wschód, biorąc udział w działaniach przeciwminowych podczas wojny w Zatoce Perskiej i powracając do Wielkiej Brytanii po pięciu miesiącach. Dowódcą był wówczas Lt.Cdr. Frank Smyth. Bazował w Rosyth do listopada 1995 roku, po czym zmienił port macierzysty na Portsmouth, w składzie 1 Dywizjonu Niszczycieli Min. 
Od 20 stycznia do 4 sierpnia 2003 roku „Ledbury” działał na Zatoce Perskiej podczas operacji Iraqi Freedom. Brytyjskie niszczyciele min w trakcie działań wojennych, w trzeciej dekadzie marca 2003 roku, oczyszczały z min kanał wodny do portu Umm Kasr. W drugiej połowie 2007 roku wypełniał zadania ochrony rybołówstwa na Morzu Irlandzkim w składzie Fishery Protection Squadron.
W 2016 roku okręt wrócił do linii po remoncie połączonym z modernizacją i wymianą silników. Przydzielony był w tym czasie do 2 Eskadry Niszczycieli Min. W 2017 roku „Ledbury” wyszedł do Bahrajnu na stałą misję zapewniania bezpieczeństwa żeglugi w Zatoce Perskiej. Był już wtedy najstarszym z okrętów brytyjskich używanych operacyjnie. Po trzyletniej misji okręt powrócił do Portsmouth we wrześniu 2020 roku. Okręt zmieniał co kilka miesięcy załogę; pierwszym dowódcą w trakcie misji był kmdr ppor. Jim Harkin, a ostatnim kmdr ppor. Matt Ellicott. Podczas samej ostatniej zmiany od stycznia okręt spędził 116 dni w morzu, używając 57 razy pojazdów podwodnych Seafox i 88 razy nurków.
W sierpniu 2021 roku „Ledbury” został wysłany jako honorowy okręt strażniczy na regaty Cowes Week w Cowes, po raz pierwszy po dłuższej przerwie (do 1997 roku okręty stanowił asystę dla jachtu królewskiego HMY „Britannia”). Dowódcą okrętu był wówczas kmdr ppor. Sam Stephens, który uprzednio brał udział w regatach.